# Aslauga marshalli
Aslauga marshalli är en fjärilsart som beskrevs av Butler 1898. Aslauga marshalli ingår i släktet Aslauga och familjen juvelvingar. Inga underarter finns listade i Catalogue of Life.